# Compensateur de dilatation
Pour les articles homonymes, voir Compensateur.
Un compensateur de dilatation est un dispositif destiné à absorber en toute sécurité la dilatation thermique (ou la contraction) différentielle de matériaux de construction différents, à absorber les vibrations, à maintenir la cohésion entre certaines pièces, ou à permettre des déformations lors de tassement du sol ou de tremblements de terre. On en trouve généralement entre les sections de trottoirs, dans les ponts, voies ferrées, systèmes de tuyauterie, navires, et d'autres structures.
Tout au long de l'année, les façades des bâtiments, des dalles de béton, et les pipelines se dilatent et se contractent à cause du réchauffement et de refroidissement à travers des variations saisonnières, ou en raison d'autres sources de chaleur. 

## Joints de dilatation de tuyauterie

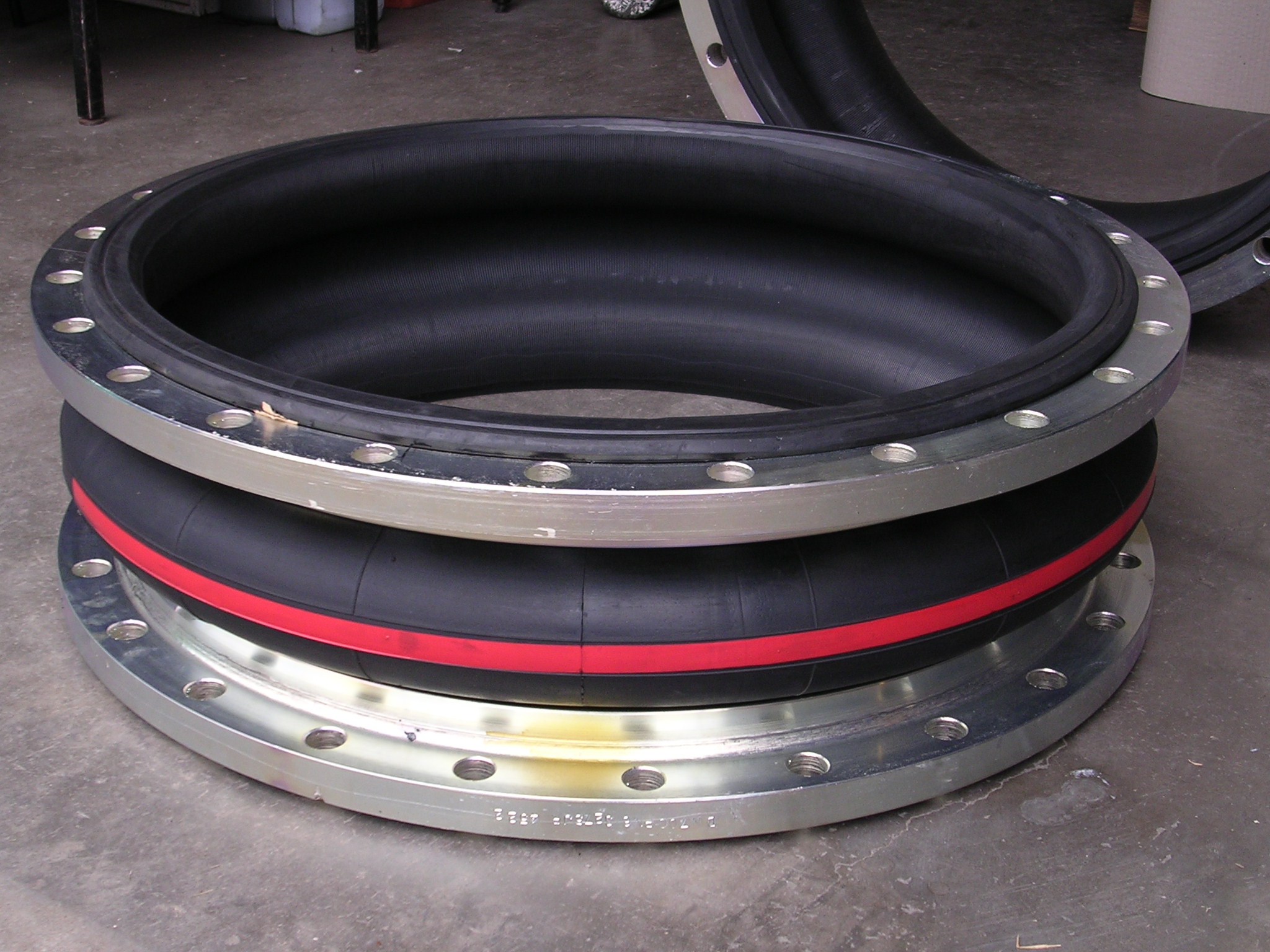
Joints de dilatation de tuyauterie Typ KRK

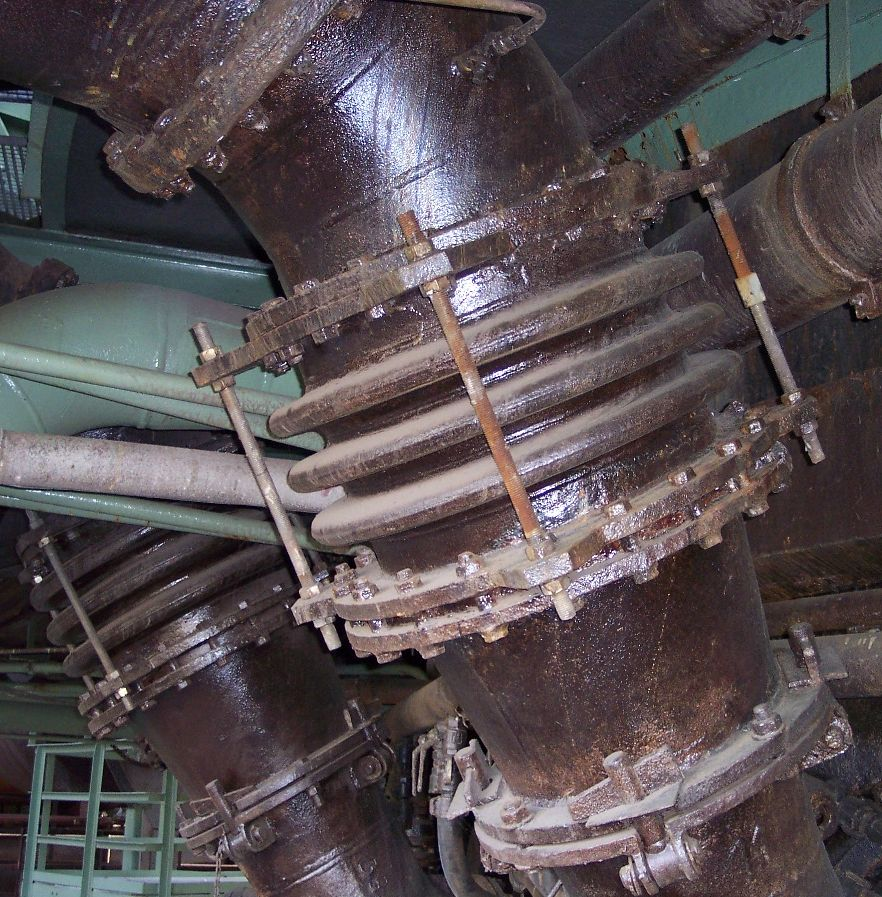
Joints de dilatation de tuyauterie Typ KSK

Les joints de dilatation de tuyauterie sont nécessaires dans les systèmes qui véhiculent des produits à haute température tels que la vapeur ou le gaz d'échappement, ou qui servent à absorber les mouvements et les vibrations. Un joint type de dilatation pour canalisations est un soufflet qui peut être fabriqué à partir de métal (en acier inoxydable le plus souvent), de tissu plastique (tel que le PTFE), de composite (telle que la fibre de verre) ou d'un élastomère tel que du caoutchouc.  
Un soufflet est composé d'une série d'une ou plusieurs spires. La forme de sa circonvolution est conçue pour résister aux pressions internes de la conduite, mais reste suffisamment souple pour accepter les déviations axiales, latérales ou angulaires.  
Les joints de dilatation sont également conçus pour d'autres besoins, tels que l'absorption du bruit, des vibrations, des mouvements liés aux tremblement de terre, etc. Les joints de dilatation en métal doivent être conçus conformément aux normes en vigueur dans les différents pays tandis que pour les joints de dilatation en tissu il leur suffit de se conformer aux lignes directrices et à la description de l'état d’art établie par l'Association de la qualité des joints de dilatation en tissu. Les joints de dilatation de tuyauterie sont également connus comme des compensateurs, car ils «compensent» pour le mouvement thermique. 

### Joints de dilatation à pression équilibrée
Les joints de dilatation sont souvent inclus dans les systèmes de tuyauterie industrielle pour permettre le mouvement dus aux changements thermiques et mécaniques dans le système. Lorsque le processus accepte de grands changements de température, les composants métalliques changent de  taille. Les joints de dilatation avec soufflet métallique sont conçus pour accueillir certains mouvements, tout en minimisant le transfert de forces pour les composants sensibles dans le système. Une pression créée par des pompes ou par la gravité est utilisée pour déplacer des fluides à travers le système de tuyauterie. Les fluides sous pression occupent tout le volume de leur conteneur. Le concept unique de joints de dilatation à pression équilibrée, est qu'ils sont conçus pour maintenir un volume constant en ayant un soufflet d'équilibrage permettant de compenser les variations de volume dans les soufflets (soufflets en ligne) qui sont déplacés par le tuyau. Ces dispositifs étaient anciennement connus sous le nom de  « compensateur volumétrique de pression ».

## Fabrication de joint de dilatation en caoutchouc

### Enveloppe de feuilles de caoutchouc armées
Les joints de dilatation en caoutchouc sont principalement fabriqués par enroulement manuel de feuilles de caoutchouc et de feuilles de tissu de caoutchouc renforcé autour d'une forme. Outre les feuilles de caoutchouc et de tissu renforcé de caoutchouc, il est possible d'utiliser des feuilles armées de fils d'acier ou d'anneaux métalliques, pour une plus grande solidité. Par la suite, la totalité du produit est construit sur la forme, il est recouvert d'un enrobage de nylon permettant à l'ensemble des couches de résister à l'arrachage avant  pressurisation. En raison du besoin intensif de main-d'œuvre nécessité par le processus de production, une part importante de cette production s'est déplacée vers l'Europe orientale et les pays asiatiques.

### Joints de dilatation en caoutchouc moulés
Certains types de joints de dilatation sont réalisés en caoutchouc avec un procédé de moulage. Les joints  typiques qui sont moulés sont des joints de dilatation de taille moyenne comportant des tringles ; ils sont produites en grandes quantités. Ces joints de dilatation de caoutchouc sont fabriqués sur un mandrin cylindrique, qui est enveloppé d'une nappe de tissu coupé en biais. Puis des anneaux de renforcement sont disposés sur le mandrin, dont les extrémités sont repliées sur les anneaux. Cette partie est finalement placée dans un moule et moulée dans la forme et vulcanisée. Il s'agit d'une solution hautement automatisée utilisée pour produite   grandes quantités du même type de joint.

### Enroulement automatique de joints de dilatation en caoutchouc
Dernièrement, une nouvelle technologie a été développée pour enrouler les couches de caoutchouc et le système de renforcement sur le mandrin (cylindrique ou en forme de soufflet) de manière automatisée à l'aide des robots industriels au lieu d'un enroulement manuel. La production automatisée avec un robot est rapide et précise, ; elle offre une qualité constante et élevée. Un autre aspect de l'utilisation de robots industriels pour la production de joints de dilatation en caoutchouc est la possibilité d'appliquer une couche de renfort individuel plutôt que d'utiliser du pré-tissé. Le renfort en tissu est pré-tissé et coupé selon l'angle de biais souhaité. Avec un  renfort individuel, il est possible de doser différemment les matériaux de fibres de renforcement à différentes sections du produit en changeant les angles des fibres sur la longueur du produit.

## Joints de dilatation en tissu

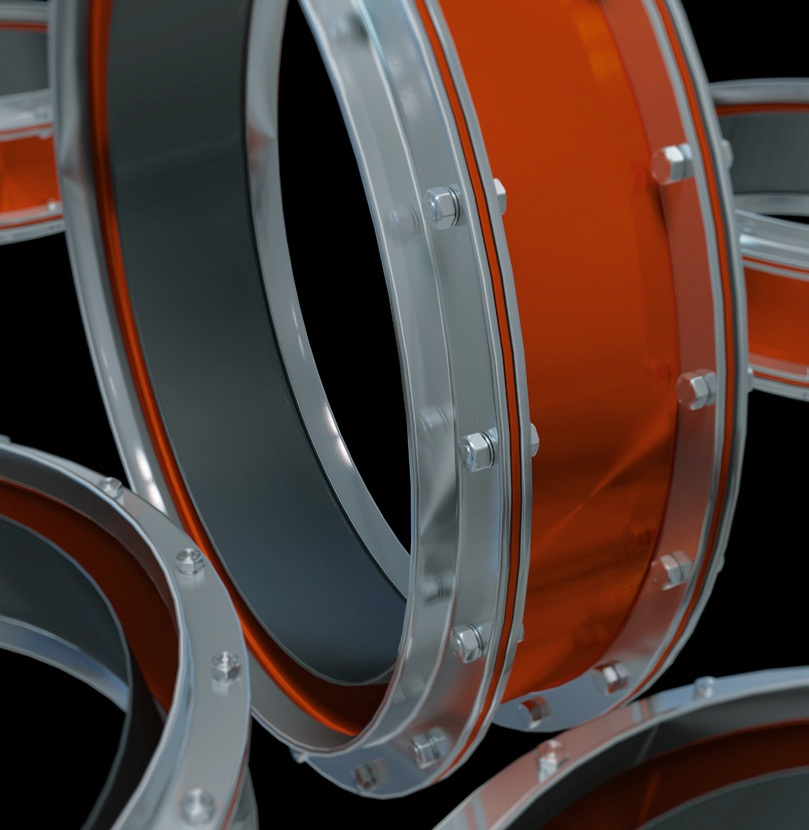
Compensateurs de textiles

Les joints de dilatation en tissu ont des fonctions différentes dans les mécanismes, par exemple, ils absorbent les vibrations et d'autres forces, aident au montage de structures et prolongent leur durée de vie. En fonction des conditions de fonctionnement des appareils, différents types de joints de dilatation peuvent être utilisés. Les joints de dilatation pour des températures basses sont adaptés pour les pipelines de gaz et de l'air, ou comme raccords flexibles dans les systèmes de ventilation. Les joints de dilatation pour des températures élevées (allant jusqu'à 500 °C) possèdent plusieurs couches d'isolation thermique du gaz, les matériaux sont choisis en fonction des paramètres de fonctionnement requis et les conditions de service. Les joints de dilatation multi-couche avec isolation thermique interne supplémentaire sont conçus pour fonctionner avec une température de sortie de gaz de plus de 500 °C, par exemple, en sortie du diffuseur d'une turbine à gaz, ainsi que dans des environnements exposés à la poussière et autres conditions complexes. Les joints de dilatation pour les environnements agressifs offrent une protection accrue contre les substances chimiques. Ils sont conçus pour fonctionner avec les alcalis, les acides ou d'autres types d'environnements agressifs.

## Accessoires de joints de dilatation

### Doublures
Les doublures internes peuvent être utilisées soit pour protéger les soufflets métalliques de l'érosion soit pour réduire la turbulence dans le soufflet. Elles doivent être utilisées lorsque des connecteurs de purge sont inclus dans la conception. Afin de fournir assez de dégagement dans la conception du revêtement, les mouvements latéraux et angulaires prévus doivent être spécifiés par le concepteur. Lors de la conception d’un joint de dilatation avec des extrémités de combinaison, le sens d'écoulement doit lui aussi être spécifiée.

### Protections externes
Les protections externes doivent être utilisés pour éviter aux soufflets internes de s’endommager. Elles servent aussi à leur isolation. Ces protections  peuvent être conçues comme des accessoires démontables ou permanents.

### Barrières de particules / connecteurs de purge
Dans les systèmes transportant des fluides à hautes teneurs en particules (par exemple les  catalyseurs), une barrière de fibre céramique peut être utilisée pour prévenir la corrosion et la diminution de la flexibilité des soufflets  résultant de l'accumulation des particules. Les connecteurs de purge peuvent également être utilisés dans le même objectif. Les  doublures internes doivent également être incluses dans la conception si le joint de dilatation comprend des connecteurs de purge ou de barrières à particules.

### Tiges de fin de course
Ces tiges peuvent être utilisées dans une conception de joint de dilatation pour limiter la compression ou l'expansion axiale. Elles permettent aux  joints de dilatation de se déplacer sur une plage limitée en fonction de l'endroit où des écrous d'arrêts sont placés le long des tiges. Les tiges de fin de course sont utilisées pour prévenir la sur-extension d'un soufflet tout en limitant la poussée à pleine pression du système. 

## Les systèmes à air pulsé
Des joints de dilatation sont nécessaires dans les grands systèmes à air pulsé pour permettre de diminuer les contraintes sur les pièces fixes de la tuyauterie résultant de la dilatation thermique. Des mécanismes articulés peuvent également remplir cette fonction. Les joints de dilatation isolent aussi des pièces d'équipement tels que les ventilateurs de la canalisation rigide, réduisant ainsi les vibrations au sein des conduits, et permettant au ventilateur de fonctionner en toute efficacité en évitant les contraintes sur le ventilateur lui-même et les parties fixes des conduits.
Un joint de dilatation est conçu pour permettre des déviations axiales (compression), latérales (cisaillement), ou angulaires (cintrage). Les joints de dilatation peuvent être non-métallique ou métallique (souvent appelés à soufflet). Les joints non métallique peuvent être composé d'une unique nappe de matériau caoutchouté ou d'un composite constitué de plusieurs couches de matériaux souples, résistants à la chaleur et à l'érosion. Les empilements typiques de couches sont constitués d'une enveloppe extérieure pour permettre  une étanchéité aux gaz, d'un matériau résistant à la corrosion tel que du Téflon, d'une couche de fibre de verre pour agir comme un isolant et augmenter la durabilité, de plusieurs couches d'isolation pour s'assurer que le transfert de chaleur du gaz de fumée est réduite à la température requise, et enfin d'une doublure interne.
Un soufflet est constitué d'une série d'un ou plusieurs spires de métal afin de permettre la déviation axiale, latérale ou angulaire requise (si nécessaire).